# Gallinero de Cameros
Gallinero de Cameros település Spanyolországban, La Rioja autonóm közösségben. Gallinero de Cameros Laguna de Cameros, Lumbreras de Cameros, Villanueva de Cameros, Pradillo és Pinillos községekkel határos. Lakosainak száma 16 fő (2024).

## Népesség
A település népessége az elmúlt években az alábbi módon változott:
| Lakosok száma | 27   | 24   | 23   | 25   | 25   | 25   | 23   | 22   | 17   | 16   |
|               | 2001 | 2004 | 2007 | 2009 | 2012 | 2014 | 2017 | 2019 | 2022 | 2024 |